# La Mare de la Font
La Mare de la Font és una masia situada al municipi de Castelló d'Empúries, a la comarca catalana de l'Alt Empordà.